# Mainz-Kostheim
Mainz-Kostheim is een stadsdeel van Wiesbaden. Het ligt in het zuiden van deze stad aan de Rijn. Met ongeveer 14.000 inwoners is Mainz-Kostheim een van de grotere stadsdelen van Wiesbaden. Sinds 1945 behoort Mainz-Kostheim tot Wiesbaden.
Kostheim werd voor het eerst vermeld in 790 in een oorkonde van Karel de Grote. Op 1 januari 1913 werd de zelfstandige gemeente Kostheim officieel een stadsdeel van Mainz. Na de Tweede Wereldoorlog hertekenden de geallieerden de Duitse landkaart en werd de Rijn als natuurlijke grens bepaald tussen de nieuwe deelstaten Hessen en Rijnland-Palts. Dat sommige steden hierdoor in twee gesplitst werden was geen argument voor de bezetters waardoor Kostheim en nog vijf andere gemeenten van Mainz gescheiden werden. Mainz-Amöneburg, Mainz-Kastel en Kostheim voelen zich nog verbonden met de stad. 